# Symington House

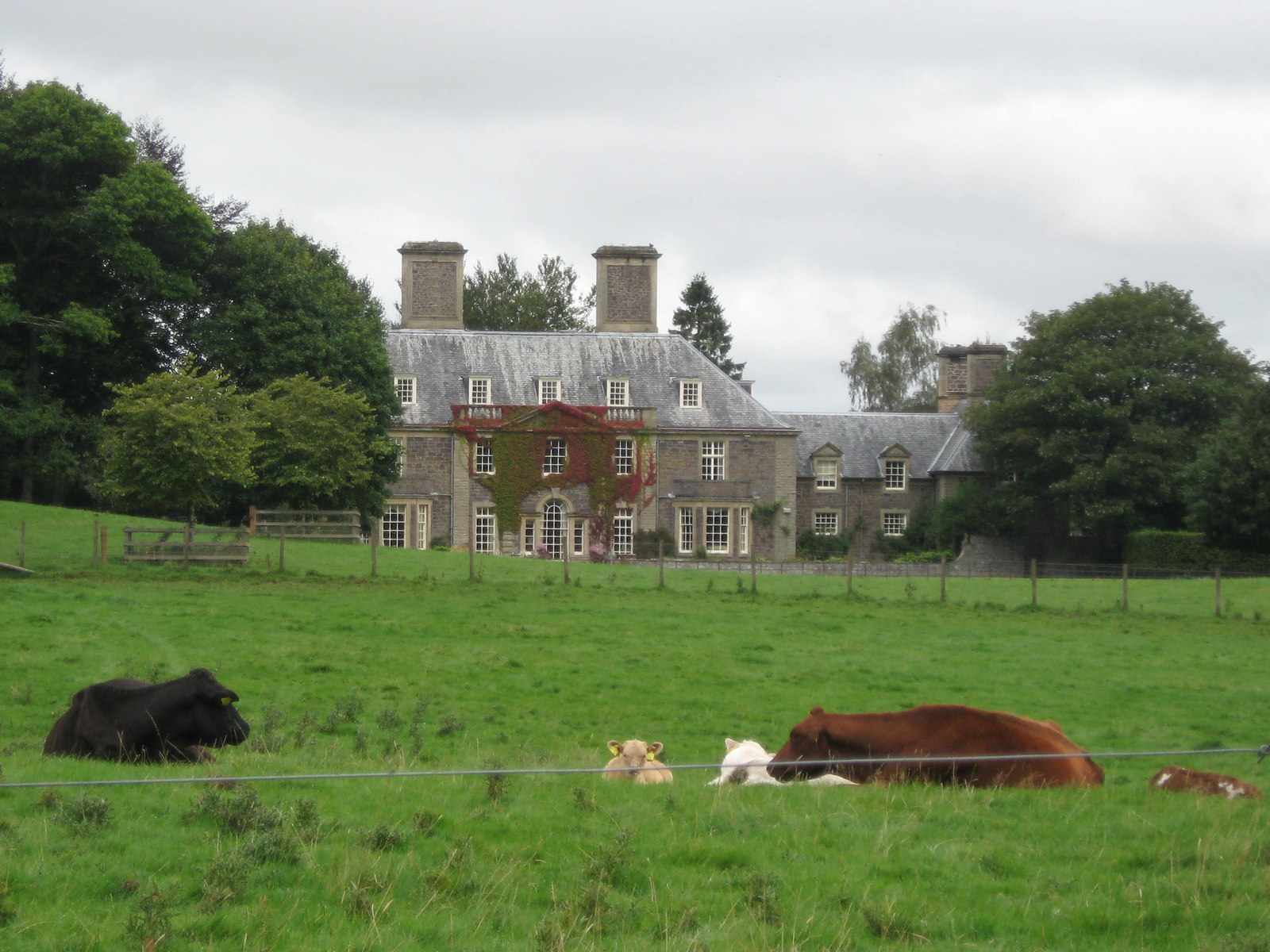
Symington House

Symington House ist eine Villa in Schottland. Sie liegt nahe der Ortschaft Symington in der Council Area South Lanarkshire. 1971 wurde das Bauwerk in die schottischen Denkmallisten in der höchsten Kategorie A aufgenommen.

## Beschreibung
Mit dem Bau der Villa wurde 1915 begonnen. Für den Entwurf zeichnet der schottische Architekt Andrew Noble Prentice verantwortlich. Prentice war der Bruder des Bauherrn Thomas Prentice. Die Holzarbeiten führte der Glasgower Handwerker James Grant aus. Bereits im Vorjahr war der Entwurf in der Fachzeitschrift Academy Architecture vorgestellt worden.
Symington House steht isoliert an der Schoolhouse Road rund einen Kilometer östlich von Symington. Im Süden grenzt das Anwesen an den Clyde an. Die Landvilla ist im neo-georgianischen Stil ausgestaltet.